# Avlos-Verlag

Verlagslogo

Der Avlos-Verlag (auch: Avlos Verlag Thomas Frahm) war ein deutscher Kleinverlag für Literatur, der Anfang der 1990er-Jahre von Thomas Frahm gegründet wurde. Der Verlag bestand bis Mitte der 2000er-Jahre; der Verlagssitz befand sich zuletzt in Duisburg.

## Geschichte
Der Buchverlag wurde um 1993 in Sankt Augustin bei Bonn vom deutschen Journalisten, Schriftsteller und Übersetzer Thomas Frahm gegründet. Das Verlagsprogramm beinhaltete vor allem Interkulturelle Literatur (Migrantenliteratur) sowie literarische Werke von Schriftstellern und Lyrikern aus der Balkan-Region, insbesondere aus Bulgarien. Einen weiteren Schwerpunkt der Verlagsarbeit von Frahm, der als gebürtiger Homberger in der Niederrhein-Region aufgewachsen und dieser verhaftet war bzw. ist, bildeten Werke der „Regionalliteratur“ von im „Mythos Niederrhein“ beheimateten Schriftstellern, die er teils entdeckte und förderte.
Außerdem nahm Frahm, der zeitweise mit der bulgarisch-deutschen Schriftstellerin Rumjana Zacharieva verheiratet war, selbst Übersetzungen von belletristischen Texten aus dem Bulgarischen ins Deutsche vor und gab Werke von bulgarischen Schriftstellern in deutscher Sprache heraus, teils auch gemeinsam mit seiner Frau. Einige dieser Werke verlegte Frahm zudem in seinem eigenen Verlag.
Von 1995 bis 2000 führte der Avlos-Verlag die Reihe Bulgarische Bibliothek, in der Romane, Essays und Gedichte von zeitgenössischen bulgarischen Autoren erschienen, wie unter anderem von Blaga Dimitrowa, Ivajlo Petrov, Radoj Ralin und Konstantin M. Pavlov.
Außer den bereits genannten bulgarischen Schriftstellern gehörten zu den Autoren des Verlags unter anderem Wolfgang Bittner, Franco Biondi, Harry Böseke, Doris Distelmaier-Haas, Paul Eßer, Klas Ewert Everwyn, Husain Habaš, Mete İzgi, Britta Kanacher, Giorgos Krommidas, Hildegard Moos-Heindrichs, Fruttuoso Piccolo, Georg Schwikart, Ludwig Verbeek und Frahms zeitweilige Ehefrau Rumjana Zacharieva.
Der Verlagssitz befand sich zunächst am Gründungsort, in Sankt Augustin; später in Siegburg, in Linz am Rhein und in Köln. Seit Anfang der 2000er-Jahre hatte der Verlag seinen Sitz in Duisburg. Der Verlag wurde um 2005 aufgelöst.